# Paris (planta)
Paris es el nombre botánico de un género de plantas de flores perteneciente a la familia Melanthiaceae. Comprende una docena de plantas herbáceas, siendo la más conocida Paris quadrifolia.
Estas plantas están estrechamente relacionadas con el género Trillium, con la diferencia de que Trillium contiene especies que tienen flores con tres pétalos y las de Paris contienen de 4 a 11.

## Taxonomía
El género fue descrito por Carlos Linneo y publicado en Species Plantarum 1: 367. 1753.
Etimología
Paris: nombre genérico que deriva de la palabra griega: pars , o igual, que se refiere a la simetría de la planta y los múltiplos de cuatro en la que crecen sus follaje, flores y frutos.

## Especies deParis
- Paris axialis  H.Li (1984)
- Paris bashanensis  F.T.Wang & Tang (1978)
- Paris caobangensis  Y.H.Ji (2006)
- Paris cronquistii  (Takht.) H.Li (1984)
- Paris daliensis  H.Li & V.G.Soukup (1992)
- Paris delavayi  Franch. (1898)
- Paris dulongensis  H.Li & Kurita (1992)
- Paris dunniana  H.Lév. (1910)
- Paris fargesii  Franch. (1898)
- Paris forrestii  (Takht.) H.Li (1984)
- Paris incompleta  M.Bieb. (1808)
- Paris japonica  (Franch. & Sav.) Franch. (1888)
- Paris luquanensis  H.Li (1982)
- Paris mairei  H.Lév. (1912)
- Paris marmorata  Stearn (1956)
- Paris polyandra  S.F.Wang (1985)
- Paris polyphylla  Sm. (1813)
- Paris quadrifolia  L. (1753) - especie tipo
- Paris rugosa  H.Li & Kurita (1992)
- Paris stigmatosa  Shu D.Zhang (2008)
- Paris tetraphylla  A.Gray (1859)
- Paris thibetica  Franch. (1887)
- Paris undulata  H.Li & V.G.Soukup (1992)
- Paris vaniotii  H.Lév. (1906)
- Paris verticillata  M.Bieb. (1819)
- Paris vietnamensis  (Takht.) H.Li (1984)